# Fakómellű rigó
A fakómellű rigó (Turdus leucomelas) a madarak osztályának verébalakúak (Passeriformes) rendjébe és a rigófélék (Turdidae) családjába tartozó faj.

## Rendszerezése
A fajt Louis Pierre Vieillot francia ornitológus írta le 1818-ban.

## Alfajai
- Turdus leucomelas albiventer (Spix, 1824) - észak-Kolumbia, Venezuela, Guyana, Suriname, Francia Guyana és Brazília északkeleti része
- Turdus leucomelas cautor (Wetmore, 1946) - dél-Kolumbia
- Turdus leucomelas leucomelas (Vieillot, 1818) - kelet-Peru, Bolívia, közép- és dél-Brazília, Paraguay, északkelet-Argentína és Uruguay[2]

## Előfordulása
Dél-Amerikában, Argentína, Bolívia, Brazília, Francia Guyana, Guyana, Kolumbia, Paraguay, Peru, Suriname, Uruguay és Venezuela területén honos.
Természetes élőhelyei a szubtrópusi és trópusi síkvidéki esőerdők, lombhullató erdők, szavannák és cserjések, valamint szántóföldek, ültetvények, vidéki kertek és másodlagos erdők. Vonuló faj.

## Megjelenése
Átlagos testhossza 27 centiméter, testtömege 47–78 gramm.
|  |

## Életmódja
Főleg gyümölcsökkel táplálkozik, de rovarok, férgeket és kisebb gyíkokat is fogyaszt.

## Szaporodása
|  |

## Természetvédelmi helyzete
Az elterjedési területe rendkívül nagy, egyedszáma pedig stabil. A Természetvédelmi Világszövetség Vörös listáján nem fenyegetett fajként szerepel.